# Architekturanimation
Computergenerierte Architekturanimationen prägen zunehmend die Darstellungspraxis der Architektur.
Die computergenerierte Animation in der Architektur ist ein Darstellungsmodus, der sowohl innerhalb des Entwurfsprozesses als auch für die Präsentation und Kommunikation verwendet wird.
Architekturanimationen sind meist ein Kurzfilm, der Szenenfolgen von computergenerierten Bildern, der sog. Computer Generated Imagery (Abk.: CGI) von Gebäuden,  Umgebung und anderen Elementen, wie Menschen und Fahrzeugen enthält.
Sie basieren in der Praxis auf dem Architekturrendering, welches von Architekturillustratoren mithilfe von 3D-Grafiksoftware entwickelt und verarbeitet wird. Sie enthalten Szenerien mit integrierten Umgebungsdaten, die eine virtuelle Wirklichkeit noch vor dem Projektabschluss gestalten und innerhalb des Entwurfsprozesses wie auch in der Präsentationsphase heute einen hohen Stellenwert haben.
Architekturanimationen dienen damit sowohl der Kommunikation innerhalb des Bauablaufs gegenüber Entwicklern und  Bauherren, als auch der Vermarktung eines Projekts bei Investoren oder Käufern.

## Entwicklung der Animation
„Die computergenerierte Animation hat sich aus den ersten Werkzeugen des Computer Aided Design entwickelt (CAD), welche zunächst die herkömmliche Zeichnung in Planform analog imitierten, um schließlich von der zweidimensionalen planbehafteten Darstellungsform in eine dreidimensionale Modellstruktur überzugehen. Durch die schnelle Entwicklung des CAAD (engl. Computer-aided architectural design), insbesondere durch Integration von Oberflächentexturen und Lichtsteuerung, begann die Entwicklung hin zu einer photorealistischen, computergenerierten Architekturdarstellung.Von dort aus folgte der Schritt zur Animation, welche zunächst als Folge von Einzelbildern verstanden wurde.“
Anders als das Architekturrendering, welches aus einem einzigen Bild des Modells besteht, beinhaltet eine Architekturanimation eine Serie von mehreren hundert bis mehreren tausend Einzelbildern, die zusammengesetzt animierte Szenenfolgen bilden.

## Verwendung und Verbreitung
Heute ist die Architekturanimation sowohl im planerischen, wie auch im kommerziellen Bereich verbreitet.
Erstellt werden professionelle Computeranimationen und Renderings von 3-D-Visualisierungs- und Rendering-Dienstleistern, die deren bewährtes Darstellungs-Know How aus der architektonischen Plandarstellung und aus dem Grafikdesign ableiten.
Mit der Weiterentwicklung der zweidimensionalen Darstellung hin zu einer dreidimensionalen Projektion bieten etablierte Softwareanbieter Visualisierungsprogramme, die mit Kameratools und Renderengines ausgestattet sind und die Architekturvisualisierung mit dem Medium Film kombinierbar machen.
Wegen eines hohen Zeit- und Renderingaufwands, der nötig ist um Einzelbilder zu qualitativ hochwertigen Szenen zu verarbeiten, setzt die Umsetzung einer Animation in der Architektur neben einem hohen Fachwissen und Spezialisierungsgrad, die notwendige Hard- und Software, sowie ein interdisziplinäres Team, bestehend aus Architekten, Kommunikationsexperten, 3-D-Illustratoren und Animatoren voraus.

## Architekturvisualisierungen im Vergleich zum Film
Laut dem Forschungsprojekt Designing Spaces, der Hochschule für Gestaltung und Kunst der Fachhochschule Nordwestschweiz, zeigt die aktuelle Anwendungspraxis im Architekturbereich, dass bei der Erstellung von Architekturanimationen ein Entwicklungsbedarf besteht, da sich laut den Autoren die Architekturanimation aus dem computer-aided architectural design CAAD entwickelt hat, ohne sich mit den Möglichkeiten des Films näher auseinanderzusetzen.
Die Berufsgruppe der Visualisierer, erstellen Filme, um eine Raumvorstellung scheinbar objektiv und als vermeintliche Wirklichkeit darzustellen, woraus sich ein Forschungsbedarf ergibt, der einen transdisziplinären Blick auf die neuen Möglichkeiten der Raumdarstellung sucht und den spezifischen Blickwinkel der filmischen Kompetenz in den Bereich der Architekturanimation einfließen lässt.
Die Studie befasst sich im Einzelnen detailliert mit den Sehkonventionen im filmischen Raum, die in der Architekturanimation noch unzureichend beachtet werden.

## Zukunftsthemen in der Architekturvisualisierung und -Animation
Architektur-Animationen werden heute von Architekten, Entwicklern und Vermarktungsunternehmen im Immobilienbereich verwendet, welche mit zunehmendem Bedarf auch Computeranimationen in ihren Marketingprogrammen aufgenommen haben.
Investoren und Käufer überzeugen sich eher von einer realitätsgetreuen Abbildung eines Projekts, als durch einfache Grundrisse oder Zeichnungen.
Basierend auf einem Architekturrendering kann neben einer umfangreichen Animation auch ein einfacher Rundgang (engl. 3D Walk-Through) und Panorama entwickelt werden
Abgesehen vom Marketing wird die Architekturvisualisierung und -animation, mit der sich fortschreitenden Entwicklung, in folgenden Bereichen an Bedeutung zunehmen:
Stadtplanung
Landschaftsplanung
Restaurierung von Baudenkmalen
Produktdesign und Ingenieurwesen
GIS (Geoinformationssysteme)
Bildung
Simulation und Restaurierung von Kulturdenkmalen und antiker Architektur
Virtuelles Einrichten und Shopping